# Попинолъшки водопад
Попинолъшки водопад е водопад, който се намира в Северен Пирин. Водопадът е разположен на 69 километра от град Сандански, в местността Попина лъка. Попинолъшкият водопад се намира на 1230 метра надморска височина. Водопадът е разположен по течението на река Башлийца на стотина метра над сливането ѝ с река Сърчалийца, които заедно дават началото на река Санданска Бистрица. Висок е 15 метра (според други сведения – 12), като през цялата година се отличава с пълноводие. На 11 октомври 1965 година е обявен за природна забележителност „Водопада на река Санданска Бистрица“. Най-близкото до водопада населено място е село Лиляново, а до хижа Яне Сандански се стига за 5 – 6 мин.